# HTTP參照位址
HTTP參照位址（referer，或HTTP referer）是HTTP表頭的一個欄位，用來表示從哪兒連結到目前的網頁，採用的格式是URL。換句話說，藉著HTTP參照位址，目前的網頁可以檢查訪客從哪裡而來，這也常被用來對付偽造的跨網站請求。
而dereferer則是將HTTP參照位址資訊剝離，所以網站將無法識別訪客從何而來。

## 拼写问题
Referer的正确英语拼法是referrer。这是早期HTTP规范当中存在的拼写错误，后来为保持向下兼容将错就错。例如DOM Level 2、Referrer Policy等其他网络技术的规范曾试图修正此问题，使用正确拼法，导致目前拼法并不统一。

## 概念与功能
當訪客訪問網頁時，HTTP參照位址（referer或referring page）是前一個網頁的URL。如果是圖片的話，通常指的就是圖片所在的網頁。在网页浏览器送往網頁伺服器的時候，HTTP參照位址就被包含在HTTP請求方法中。
網站會将參照位址记录以便追蹤使用者的動態或进行统计，大部分分析軟體也都會處理這個資訊。但因參照位址資訊可能會带来隐私权問題，不少网页浏览器允許使用者设置不要送出這個資訊，有些代理服务器和防火牆也會将參照位址資訊过滤掉，以避免外部获知非公開的网络地址。缺少參照位址資訊有可能會造成某些使用問題：某些伺服器會因為缺少正確的參照位址資訊而進行阻擋，以避免未經授權的圖片引用（图像防盗链）或是其他對伺服器有影響的行為。針對這樣的阻擋，有些軟體还提供了針對特定網站送出假来源位址的功能（反防盗链）。

## 外部連結
- RFC 2616: Hypertext Transfer Protocol – HTTP/1.1
- IRI – Internationalized Resource Identifiers